# ألكسندر مول
ألكسندر مول (بالألمانية: Alexander Maul)‏ هو لاعب كرة قدم ألماني في مركز الوسط، ولد في 24 سبتمبر 1976 في نوينديتيلسآو في ألمانيا. لعب مع روت فايس أوبرهاوزن وكارل زايس يينا ويان ريغنسبورغ.

## وصلات خارجية
- ألكسندر مول على موقع قاعدة بيانات كرة القدم.إي يو (الإنجليزية)
- ألكسندر مول على موقع بيانات كرة القدم. دي إي (الألمانية)